# Station Valence-Rhône-Alpes-Sud TGV
Station Valence-Rhône-Alpes-Sud TGV is een spoorwegstation in de Franse gemeente Alixan. Valence TGV werd geopend als station aan de LGV Méditerranée, die loopt van Valence naar Marseille. Het station ligt op 1 kilometer afstand van de LGV Rhône-Alpes, die loopt van Lyon naar Valence-Ville. Op het station stoppen ook TER-treinen van de lijn Valence-Ville - Grenoble. De sporen van de TER-treinen liggen tussen de stationshal en de TGV-sporen in.

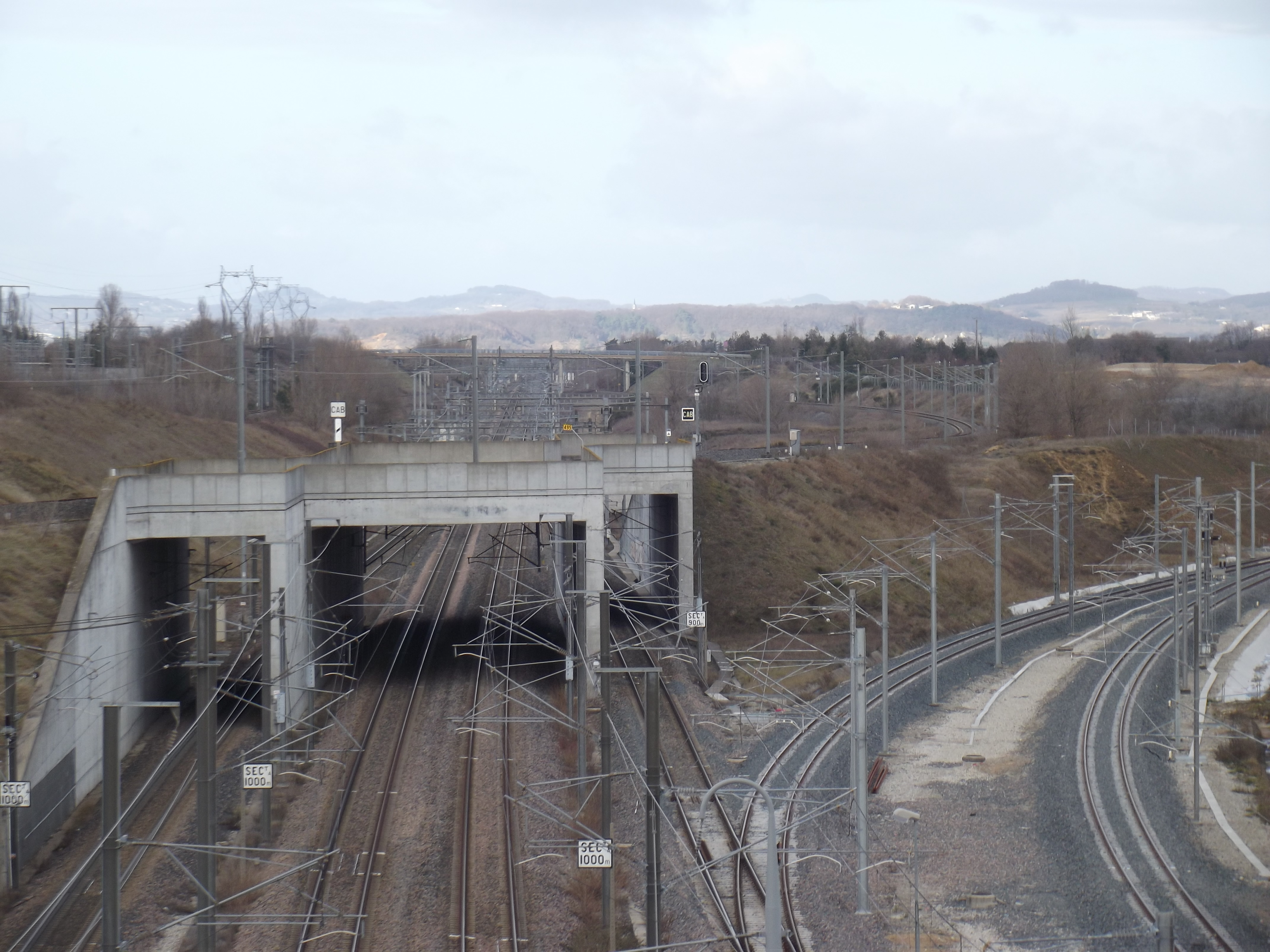
Aansluiting naar de perronsporen 4 en 5.

De spoorlijn tussen Valence en Grenoble werd geëlektrificeerd en er is een aansluiting aangelegd zodat hogesnelheidstreinen op deze spoorlijn kunnen aantakken. Het station is uitgebreid met een vijfde perronspoor.